# Jan Křtitel Josef Kuchař
Jan Křtitel Josef Kuchař, ook: Kucharž, Duits: Johann Baptist Josef Kucharz (Choteč (Bohemen), 5 maart 1751 – Praag, 18 februari 1829) was een Boheems componist, klavecinist en organist.

## Levensloop
Kuchař kreeg zijn basisopleiding aan het gymnasium van de Jezuïeten in Hradec Králové. Hij deed studies bij de bekende organist Josef Ferdinand Norbert Seger in Praag. Vanaf 1772 was hij organist aan de kerk van St. Hendrik en Kunigunde (Kostel sv. Jindřicha) in Praag. In 1790 wisselde hij als organist in het Strahov-klooster (Kostel Nanebevzeti Panny Marie) van de Premonstratenzers in Praag. Deze functie vervulde hij 39 jaren, tot zijn dood. 
Hij was ook kapelmeester van de Italiaanse opera van het Strahov-theater in Praag. Als componist schreef hij opera's, balletten, missen, offertoria en werken voor orgel. 
Bekend werd hij ook als aanhanger van Wolfgang Amadeus Mozart, wiens première van zijn Don Giovanni in 1787 in Praag hij mede voorbereidde. Niet uitsluitend de eerste pianobewerking van de opera Die Zauberflöte van Mozart is door hem geschreven, ook voor andere opera's van Mozart heeft hij een bewerking voor piano geschreven, zoals La clemenza di Tito, Così fan tutte enzovoort. Zo is het ook niet verwonderlijk, dat het thema van zijn Adagio in As groot aan de Romance uit Die kleine Nachtmusik herinnert.

## Composities

### Werken voor orgel
- Adagio in As groot
- Andante in a klein
- Fantasie in d klein
- Fantasie in g klein
- Fantasie in c moll
- Fuga in a klein
- Koncertní fantazie
- Largo in g klein
- Partita in C groot
- Pastorale in C groot
- Pastorale in G groot
- Pastorella in D groot

- Bibliothèque nationale de France: cb13896188s (data)
- Gemeinsame Normdatei: 122465903
- International Standard Name Identifier: 0000 0000 8194 9023
- Library of Congress Control Number: n91022067
- Nationale Bibliotheek van Letland: 000290833
- MusicBrainz: 4ab474c0-3aad-45f2-bc1e-034c4792941a
- Nationale Bibliotheek van Tsjechië: jn19990209448
- Nationale Bibliotheek van Israël: 987007322159405171
- Nederlandse Thesaurus van Auteursnamen: 204377412
- Réseau des bibliothèques de Suisse occidentale: 02-A000100304
- Istituto Centrale per il Catalogo Unico: DDSV209926
- Système universitaire de documentation: 244119589
- Virtual International Authority File: 5118054
- WorldCat: E39PBJwXdFvRbQRV8BMmr6RVG3